# 神のまにまに!
『神のまにまに!』（かみのまにまに）は、山口幸三郎によるによる日本のライトノベル。イラストは天草帳が担当。電撃文庫より2009年4月から2010年2月まで刊行された。第15回電撃小説大賞選考委員奨励賞受賞作。

## あらすじ
品部人永は頭にヘッポコという小さい神に憑依されているため、女性に好かれない最悪な日々を過ごしていた。
そんな中、人永の所へ政府から雲隠れした八百万の神々の捜索のために高峰小町が派遣され、人永を『やおよろず神議会』に所属させる事になる。辞める時期を窺っていたものの、遂には小町の魅力に逆らえず、温泉街へ神を探しに行くことになるが、待っていたのは女神とは思えない優しい女性であった。

## 登場人物
品部人永（しなべ じんえい）
ヘッポコという小さい神に好かれているため、女性に好かれず、勤務していた会社を解雇され、神を探すための組織である『やおよろず神議会』に所属させられる。
へっぽこ
ヘッポコ教のヘッポコ神。単語調でしか話せない。人永に近寄る女性に嫉妬する。実は真の姿があり、それはアマテラスこと、天照大神の分身であることが1巻にて判明する。
カグツチ (迦具土)
火の女神で、人永に神の捜索を頼んだ。温泉街を活性化させるために尽力している。女子大生の様な格好をしている。
高峰小町（たかみね こまち）
文化庁文化部に勤務している。人永を、自身が所長を務める『やおよろず神議会』に所属させた当事者である。事務所から出て行こうとする人永を利用し、神探しを促す。
咲姫（さきひめ）
桜の精
ハトリ
機織りの神。ぬいぐるみ工場のマスコット。
ミキ
蛇神。酒造の神も兼ねる。
ククリ
縁結びの神。
嵐ノ宮真曜
3巻にて登場。嵐ノ宮家の令嬢。神様の誘拐を企てる。
続木
3巻にて登場。嵐ノ宮家に仕える執事。

## 用語
八百万の神々
23年前に全国の寺社に出没して存在を人間に認知させ、神々が人間界で静かに暮らす事ができる神権を求めたスピリチュアル・パニックを起こした。
雲隠れ
八百万の神々が、人間を守る事に疲れたため、大勢行方をくらました現象。神がいなくなった場所では活力を失い、生産力が下がる。
やおよろず神議会
政府により設立された『神様探し』専門の組織。メンバーは所長の小町と人永の2人だけで構成されている。
現界
雲隠れした神が本来の土地に戻り、それぞれの信仰に合う形式により、人間に利益を授ける行為。人永は神を全て現界させる事を目標としている。

## 既刊一覧
- 山口幸三郎（著）・天草帳（イラスト） 『神のまにまに!』 アスキー・メディアワークス〈電撃文庫〉、全3巻
  1. 「カグツチ様の神芝居」、2009年4月10日発売[2]、ISBN 978-4-04-867766-0
  2. 「咲姫様の神芝居」、2009年8月10日発売[3]、ISBN 978-404-867945-9
  3. 「真曜お嬢様と神芝居」、2010年2月10日発売[4]、ISBN 978-4-04-868333-3